# Melanoplus rusticus
Melanoplus rusticus är en insektsart som först beskrevs av Carl Stål 1878.  Melanoplus rusticus ingår i släktet Melanoplus och familjen gräshoppor.

## Underarter
Arten delas in i följande underarter:
- M. r. rusticus
- M. r. obovatipennis